# Helcia
Helcia é um género botânico pertencente à família das orquídeas (Orchidaceae).

## Espécies
1. Helcia brevis (Rolfe) Dodson in R.Escobar (ed.), Native Colombian Orchids 2: 204 (1991).
2. Helcia callichroma (Rchb.f.) Dodson in R.Escobar (ed.), Native Colombian Orchids 2: 204 (1991).
3. Helcia picta Linden, Ill. Hort. 29: 52 (1882).
4. Helcia sanguinolenta Lindl., Edwards's Bot. Reg. 31(Misc.): 17 (1845).